# Tabanus hongkongiensis
Tabanus hongkongiensis är en tvåvingeart som beskrevs av Ricardo 1916. Tabanus hongkongiensis ingår i släktet Tabanus och familjen bromsar. Inga underarter finns listade i Catalogue of Life.